# Antonín Klouda (výtvarník)
Antonín Klouda (26. června 1929 Dobrá Voda u Českých Budějovic – 3. února 2010 Praha) byl kněz, výtvarník a restaurátor.

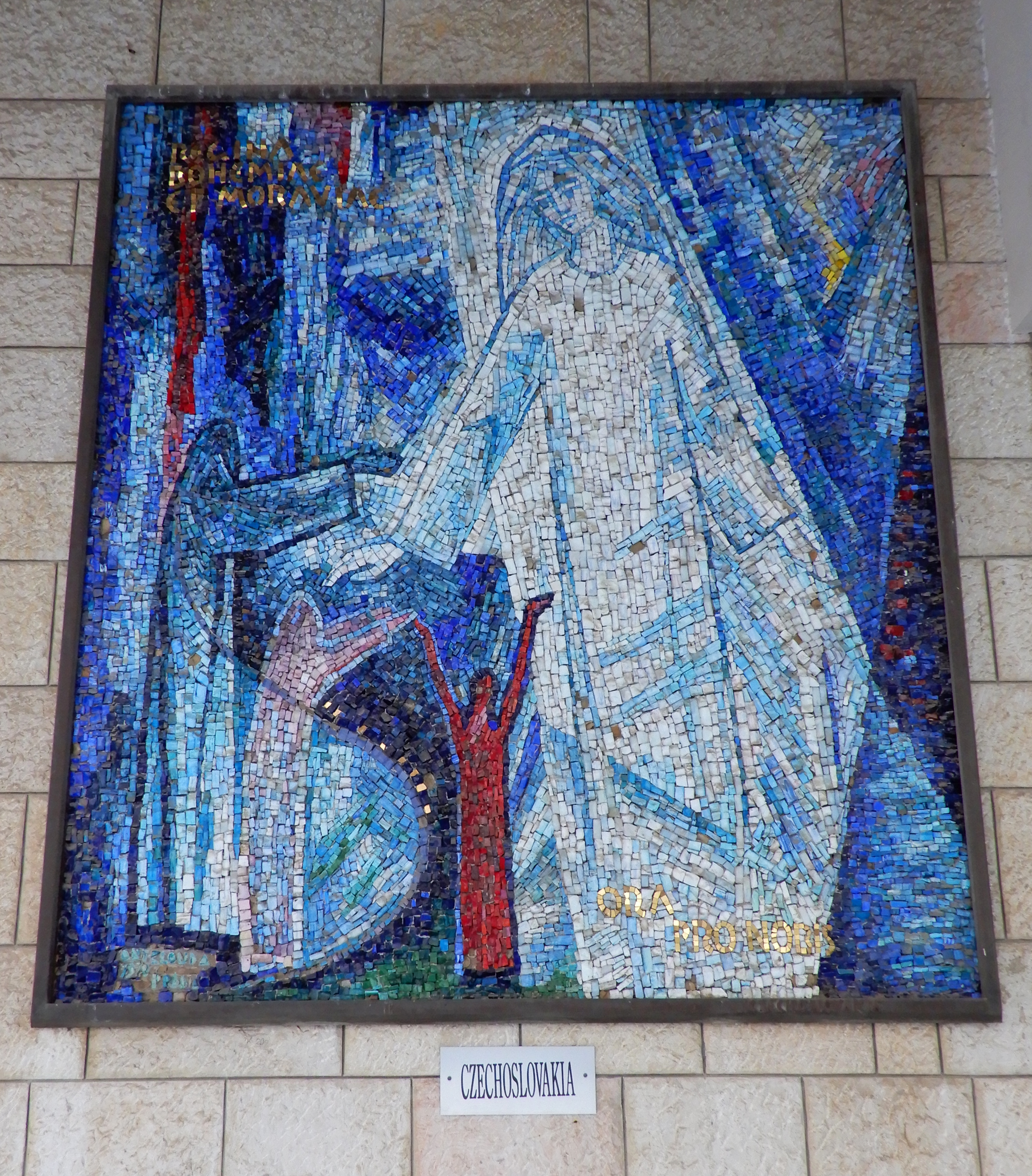
Antonín KLOUDA, Panna Maria patronka Čech a Moravy, mozaika, (signováno), Praha kolem 1980

## Život
Po ukončení gymnázia v Českých Budějovicích nastoupil v roce 1947 do kněžského semináře. Po roce 1948 byl seminář zrušen a Antonín Klouda v roce 1950 nastoupil do sklářské školy v Železném Brodě. Z politických důvodů ani tuto školu nedokončil. V roce 1969 byl na studijním pobytu v Ravenně v Itálii. Ve výtvarné činnosti se zabýval především mozaikou, jak kamennou, tak skleněnou.
Antonín Klouda byl knězem skryté řeckokatolické církve. V roce 1997 byl inkardinován do Apoštolského exarchátu Řeckokatolické církve v České republice.
Antonín Klouda zemřel 3. února 2010 a byl pohřben 12. února 2010 v Praze-Břevnově.

## Dílo

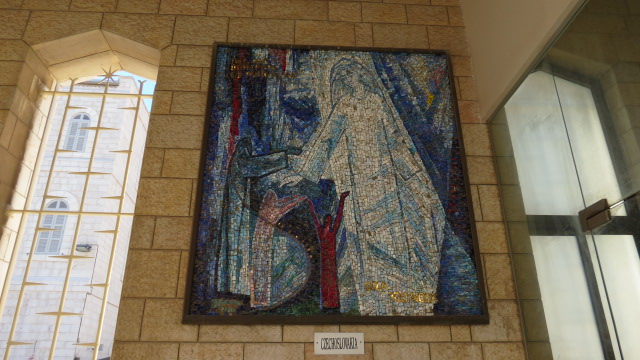
Panna Maria patronka Čech a Moravy v ambitu baziliky Zvěstování v Nazaretu

Jeho díla se nacházejí především v interiérech sakrálních staveb.
- Mezi významné práce české křesťanské moderny patří skleněná mozaika s Pannou Marií patronkou a ochranitelkou, žehnající Čechům a Moravanům, označená nápisem PATRONA BOHEMIAE ET MORAVIAE, ORA PRO NOBIS ze sklíček podložených zlatou fólií. Je osazena v galerii pěti desítek mariánských obrazů křesťanských zemí celého světa v ambitu před západním průčelím baziliky Zvěstování Panny Marie v Nazaretu; kde reprezentuje Československo. Nesprávně byla označena Zvěstování Panny Marie[5];.
- Lačnov u Valašských Klobouk (1981, mozaika),
- kostel sv. Filipa a Jakuba ve Zlíně (1977–1979, 3 oltářní mozaiky),
- Kostel svaté Uršuly v Erfurtu (1983, vitráže),[5]
- Ostrovánky 1984,
- Lovčice 1985,
- kostel sv. Mikuláše v Tiché (1976, vitráže a mozaika sv. Mikuláše)[4]
- kostel sv. Petra a Pavla v Horním Újezdě (1975, vitráže)
- průčelí prelatury kláštera Velehrad (1993, skleněná mozaika Panna Maria křesťanská jednota)
- farní středisko Meyrin ve Švýcarsku (1999, vitráže mozaika)[5]
- Žarošice, 14 kapliček s mozaikami křížové cesty
- Bazilika svatého Petra a Pavla v Praze na Vyšehradě, dvě mozaiky s písmeny alfa a omega na tympanonech portálů postranních vchodů, podle návrhu Lumíra Šindeláře (1998–2000)[6]
- Kaple Nejsvětější Trojice v českých Budějovicích (vitráže)
- kaple v Ktiši (mozaika)[3]

## Publikační činnost
- František Tesař – Antonín Klouda, Mozaikářství: učební text pro 1. až 3. ročník učebního oboru mozaikář (učební text pro střední odborná učiliště), Praha 1988.